# Shchólkine
Shchólkine o Shchólkino (en ucraniano: Щолкіне, en ruso: Щёлкино) es una ciudad de la República Autónoma de Crimea de Ucrania o República de Crimea de Rusia, dentro del Raión de Lénine. Su soberanía está discutida con Ucrania, ya que esta no reconoce el referéndum de 2014 sobre su anexión a Rusia.
Shchólkine es la ciudad más joven de toda la península de Crimea.
Fue nombrada en honor de Kiril Shcholkin, un físico nuclear soviético, miembro correspondiente de la Academia de Ciencias de la URSS.

## Geografía
Shchólkine está situada cerca de la punta de Kazantip, que se adentra en el mar de Azov desde la península de Kerch, que constituye la parte oriental de Crimea. Se encuentra a 52 km al oeste de Kerch y a 145 km al nordeste de Simferópol.

## Historia
Shchólkine fue fundada en 1978 para acoger al personal de la central nuclear de Crimea, entonces en construcción. Después del accidente de Chernóbil, en 1986, una inspección de la central de Shchólkine determinó que estaba situada en una lugar geológicamente inestable y su construcción quedó paralizada.
Además, cerca de la ciudad fue construido y trabajado durante un tiempo una central de energía solar. También se encontró una veintena de turbinas eólicas, que en la actualidad están en funcionamiento.
En 2013, funcionarios de la ciudad comenzaron a estudiar la posibilidad de cambiar el nombre de la ciudad -Schólkine- a Kazantip.
En nombre del cercano cabo también llamado así. La iniciativa ha provocado resistencia y oposición por parte de los residentes.

## Población
La población de la ciudad era de 11.677 habitantes en el censo de 2001. Está compuesta de rusos, ucranianos y tártaros de Crimea. Los idiomas hablados son sobre todo el ruso y el tártaro de Crimea. El ucraniano es utilizado por los turistas venidos de otras partes de Ucrania.

## Turismo

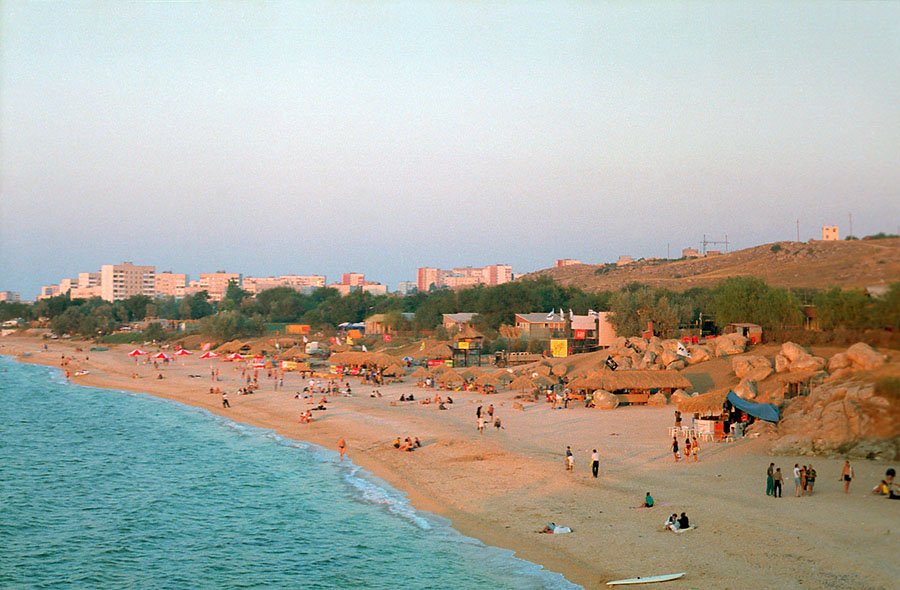
Playa de Shchólkine.

En la actualidad, la ciudad se desarrolló como un balneario. Con el mar de Azov cerca de la ciudad esta ciudad se hizo popular entre los amantes del windsurf y el kitesurf.
Shchólkine se ha convertido en un destino turístico cada vez más popular, gracias a sus playa arenosa (Центральный пляж) de un kilómetro de longitud en el mar de Azov.
La ciudad posee varias atracciones, un mercado, números cafés y tiendas, un cine, etc.
De 1993 a 1999, se llevó a cabo en la zona Schólkine el festival anual de música electrónica "KaZantip", pero que luego se trasladó a Eupatoria